# David Gallagher
David Lee Gallagher (New York, 9 febbraio 1985) è un attore statunitense.

## Biografia

### Primi anni
Gallagher è nato a New York, da Elena Gallagher (nata Lopez) e Darren James Gallagher. I suoi genitori divorziarono quando David era piccolo e sua madre si è risposata con Vincent Casey. Gallagher è di origine cubana da parte di madre e di origine irlandese da parte di padre. Ha quattro fratellastri più giovani, Michelle (n. 1988), Kelly (n. 1991), Kyle (n. 1995) e Killian (n. 1997). A Killian è stato diagnosticato l'autismo e di conseguenza David è un attivo sostenitore e portavoce dell'organizzazione Cure Autism Now.
Si è diplomato alla Chaminade College Preparatory School (California) nel 2003 e si è iscritto alla University of Southern California, dove si è laureato in studi cinematografici e televisivi nel maggio 2007.

### Carriera
Fin dall'età di due anni prende parte a pubblicità televisive statunitensi. Nel 1993 debutta nel cinema, nel film Senti chi parla adesso! di Tom Ropelewski, in compagnia di John Travolta e Kirstie Alley. Diventa noto per l'interpretazione di Simon Camden nella serie tv Settimo cielo, accanto a Jessica Biel.

## Vita privata
Dal 2003 al 2004 David Gallagher ha avuto una relazione con l'attrice Megan Fox.
Nel 2004 ha avuto una relazione con l'attrice americana Shannon Woodward durata un anno e poi nel 2005 ha iniziato una relazione con Jillian Grace..

## Filmografia

### Cinema
- Senti chi parla adesso! (Look Who's Talking Now), regia di Tom Ropelewski (1993)
- Phenomenon, regia di Jon Turteltaub (1996)
- Richie Rich e il desiderio di Natale (Richie Rich's Christmas Wish), regia di John Murlowski (1998)
- Little Secrets - Sogni e segreti (Little Secrets), regia di Blair Treu (2001)
- Kart Racer, regia di Stuart Gillard (2003)
- The Quiet - Segreti svelati (The Quiet), regia di Jamie Babbit (2005)
- Sunday Morning, regia di Konstantyn McElroy (2006)
- The Picture of Dorian Gray, regia di Duncan Roy (2006)
- Boogeyman 2 - Il ritorno dell'uomo nero (Boogeyman 2), regia di Jeff Betancourt (2007)
- Trophy Kids, regia di Josh Sugarmann (2011)
- Super 8, regia di J. J. Abrams (2011)
- In Your Eyes, regia di Brin Hill (2014)
- Hallucinogen, regia di Susannah O'Brien (2015)

### Televisione
- It Was Him or Us, regia di Robert Iscove - film TV (1995)
- Un'estate di paura (Summer of Fear), regia di Mike Robe - film TV (1996)
- L'avventura della vita (Bermuda Triangle), regia di Ian Toynton - film TV (1996)
- Angeli alla meta (Angels in the Endzone), regia di Gary Nadeau - film TV (1997)
- Renegade, 1 episodio (1997)
- Richie Rich e il desiderio di Natale (Richie Rich's Christmas Wish), regia di John Murlowski - film TV (1998)
- La famiglia della giungla (The Wild Thornberrys) – serie TV, 2 episodi (1999-2000)
- Come trovare un amico e mettersi nei guai (The New Adventures of Spin and Marty: Suspect Behavior), regia di Rusty Cundieff – film TV (2000)
- Rocket Power - E la sfida continua... (Rocket Power) – serie TV, 10 episodi (1999-2002)
- Settimo cielo (7th Heaven) – serie TV, 197 episodi (1996-2006)
- CSI: Miami – serie TV (2007)
- Saving Grace – serie TV (2008)
- Bones – serie TV (2008)
- Senza traccia (Without a Trace) – serie TV (2009)
- Numb3rs – serie TV, 3 episodi (2006-2009)
- Smallville – serie TV (2009)
- The Deep End – serie TV (2010)
- Betwixt, regia di Elizabeth Chandler – film TV (2010)
- The Vampire Diaries – serie TV, 2 episodi (2011)
- CSI: NY – serie TV (2012)
- CSI - Scena del crimine (CSI: Crime Scene Investigation) – serie TV (2012)
- Vegas – serie TV (2012)
- Criminal Minds – serie TV, episodio (2012) 8x08
- Tutto per un figlio – Film tv (2017)
- L'alienista serie TV (2018-2020)

### Doppiatore
- Riku nella serie videoludica Kingdom Hearts

## Doppiatori italiani
Nelle versioni in italiano delle opere in cui ha recitato, David Gallagher è stato doppiato da:
- Davide Perino in Senti chi parla adesso!, Come trovare un amico e mettersi nei guai, Boogeyman 2 - Il ritorno dell'uomo nero, Super 8
- Daniele Raffaeli in Settimo cielo (st. 6-10), Criminal Minds
- Giulia Franzoso in Richie Rich e il desiderio di Natale
- Gabriele Lopez in The Quiet - Segreti svelati
- Ilaria Stagni in Settimo cielo (st. 1-4)
- Stefano De Filippis in Settimo cielo (st. 5)
- Gianfranco Miranda in CSI: Miami
- Fabrizio De Flaviis in Senza traccia
- Flavio Aquilone in Smallville
- Francesco Venditti in The Vampire Diaries
- Paola Majano in Renegade
- Simone Veltroni in L'alienista